# 마나즈루반도

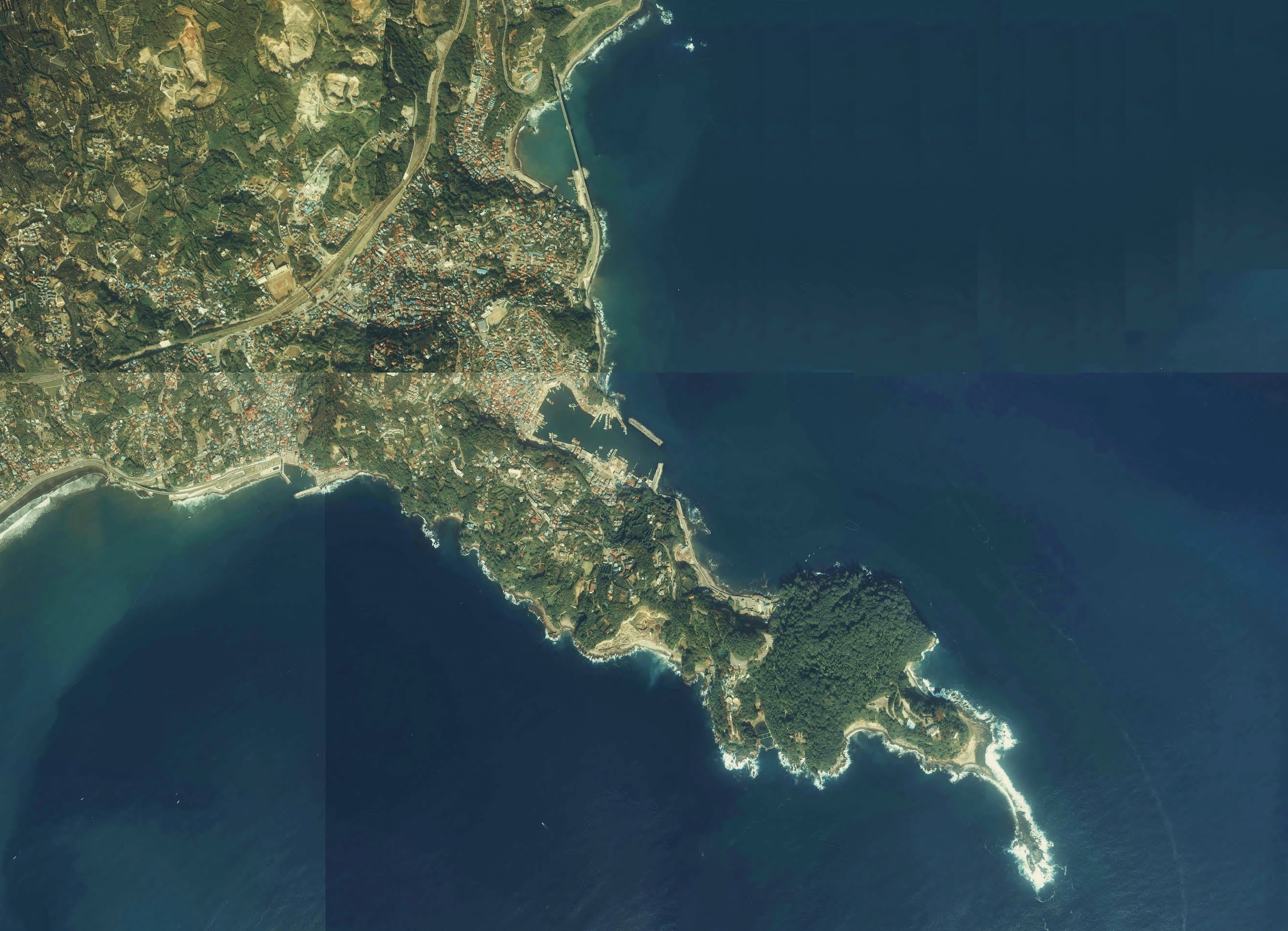
마나즈루반도의 위성사진.

마나즈루반도(일본어: 真鶴半島,まなづるはんとう)는 일본 가나가와현 아시가라시모군 마나즈루정에 위치한 작은 반도이다.
반도 연안에는 높이 20m 정도의 암벽이 이어지며, 육지에는 소나무나 녹나무 등의 상록수와 양치류가 자라는 원시림이 남아 있다. 반도 끝에 자리한 마나즈루미곶 (真鶴岬)에는 가나가와현의 명승지로 유명한 바닷바위인 미츠이시 (정식 명칭은 가사시마섬)가 있다. 육지와 느슨하게 연결되어 있기에 썰물 때에는 바위까지 걸어갈 수 있다.
마나즈루반도에서만 채취되는 혼코마쓰석 (本小松石)이 유명하다. 또한 마나즈루반도 끝쪽에서 미우라반도의 끝쪽을 경계로 이은 북쪽 해역을 사가미만이라 부른다.

## 역사
지금으로부터 23만년 전, 하코네화산의 칼데라 형성이 시작된 이후에도 화산의 북서부와 남동부 지역에 단성화산 활동이 활발했다. 북서부에는 나가오고개 (長尾峠) 인근에서 활동한 후카사와 용암군 (深沢溶岩グループ), 칸자와 용암군 (寒沢溶岩グループ)이 활동하였고, 남동부에는 이와 용암군 (岩溶岩グループ), 시라이소 용암군 (白磯溶岩グループ), 혼코마쓰 용암군 (本小松溶岩グループ), 마나즈루 용암군 (真鶴溶岩グループ)이 활동하였으며, 이들 화산활동으로 단성화산군을 형성한 것으로 추정된다. 또한 하코네화산 남동부의 측면화산인 마쿠야마 (幕山)도 이 무렵에 활동한 것으로 여겨진다.
마나즈루반도가 형성된 것은 바로 이 시기의 단성화산이 활동한 결과로 추정된다. 일본의 화산학자 구노 히사시 (久野久)는 마나즈루반도를 형성한 용암은 하코네 외륜산의 중간부에서 분출했다고 추정하였으나, 실제로는 마나즈루반도 부근의 북서쪽에서 남동쪽으로 이어지는 여러 곳의 화구에서 동시에 안산암질의 용암을 분출하였고 '용암 돔'을 형성했다는 사실이 밝혀졌다. 마나즈루반도를 형성한 화산 활동은 약 15만년 전의 일로 추정된다. 또한 마나즈루반도의 형성에 앞서 약 18만년 전~15만년 전 무렵에 분출한 용암이 지금의 혼코마쓰석라는 이름으로 널리 알려져 활용되고 있는 석재를 형성한 것으로 추정된다.

## 사진

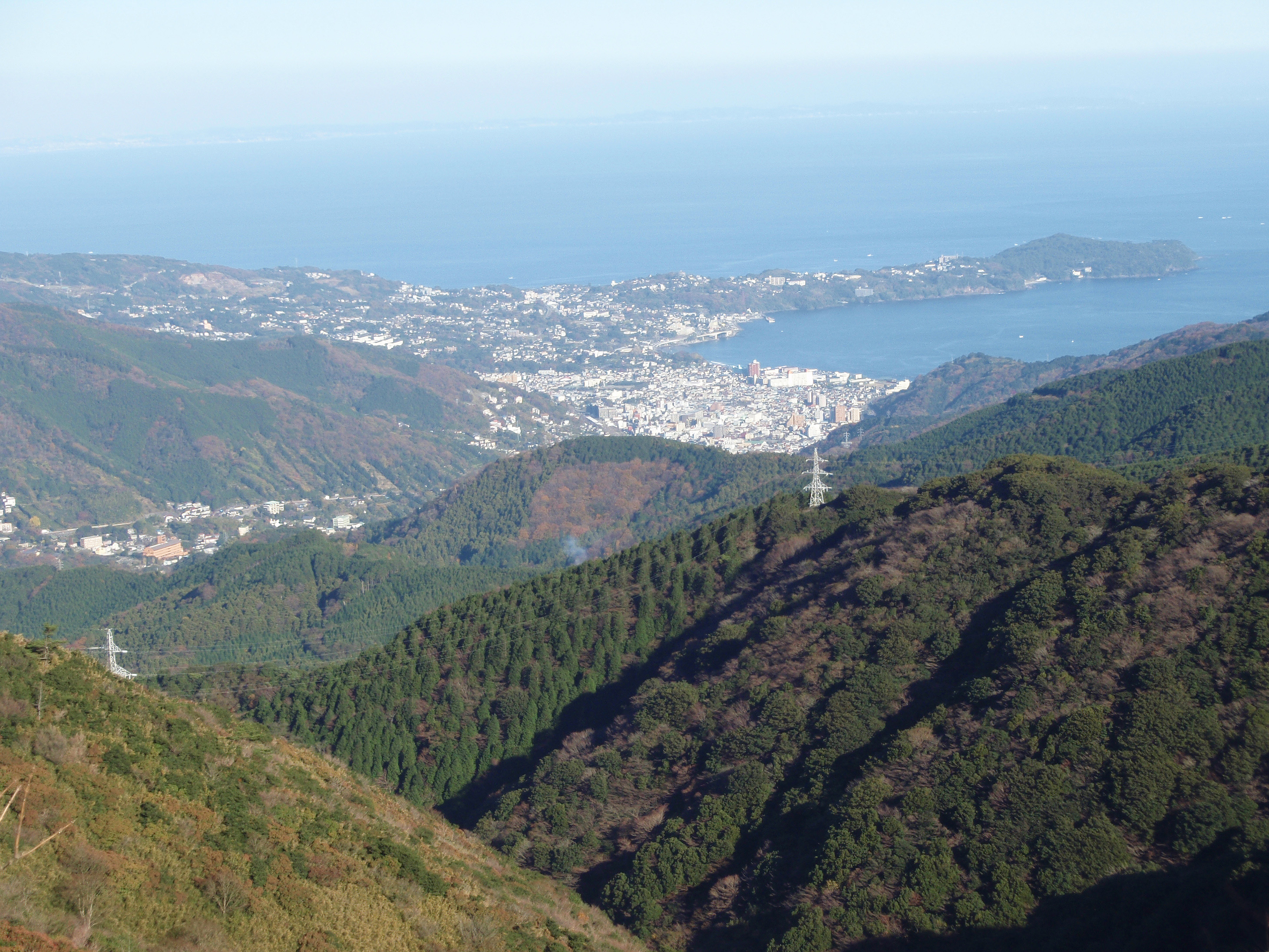
줏코쿠 (十国) 고개에서 본 마나즈루반도의 풍
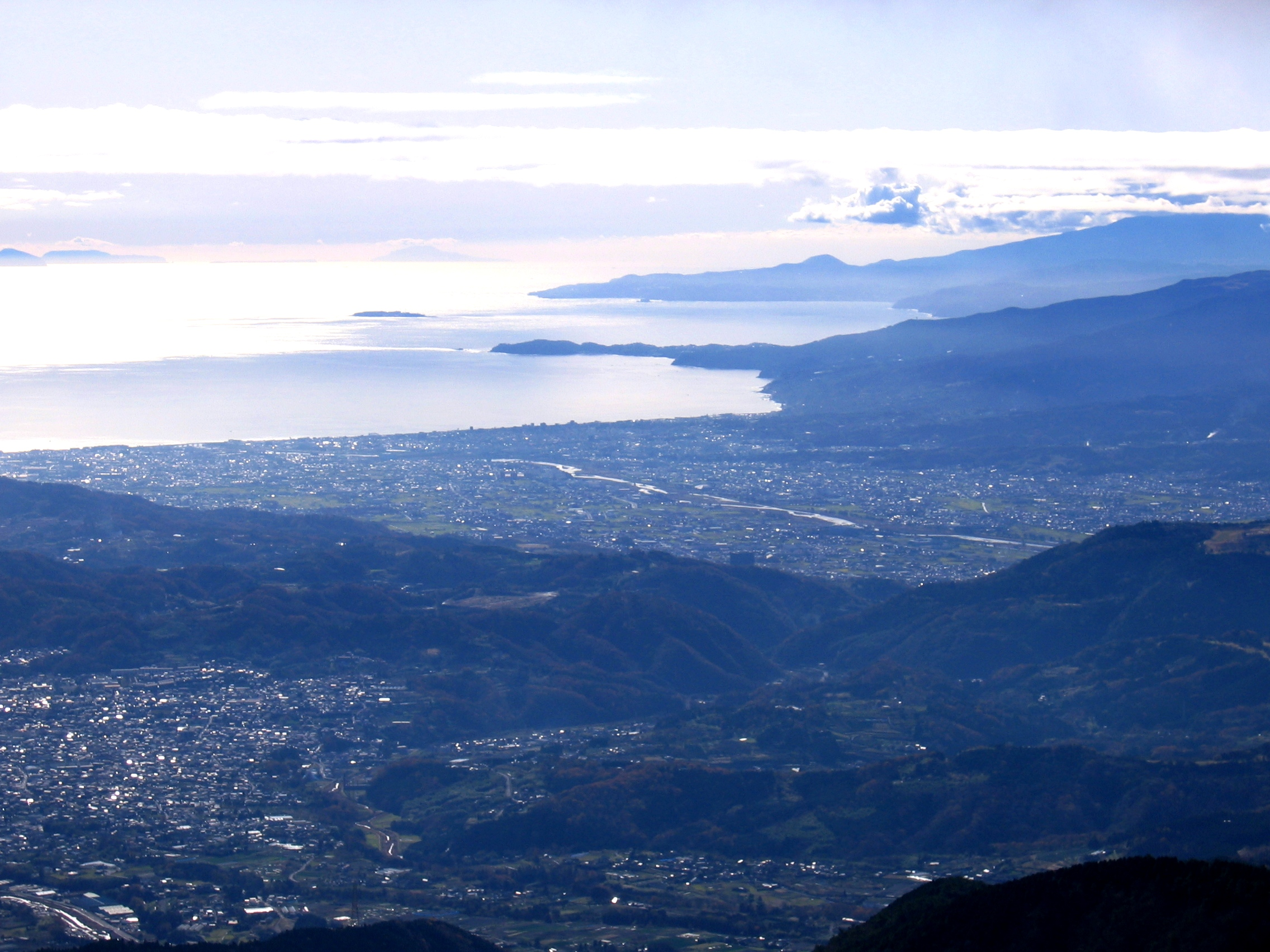
단자와 산지에서 바라본 마나즈루반도와 사가미만의 풍경. 마나즈루반도의 위쪽으로 돌출된 지역은 이즈반도의 이토시 일대에 해당된다.
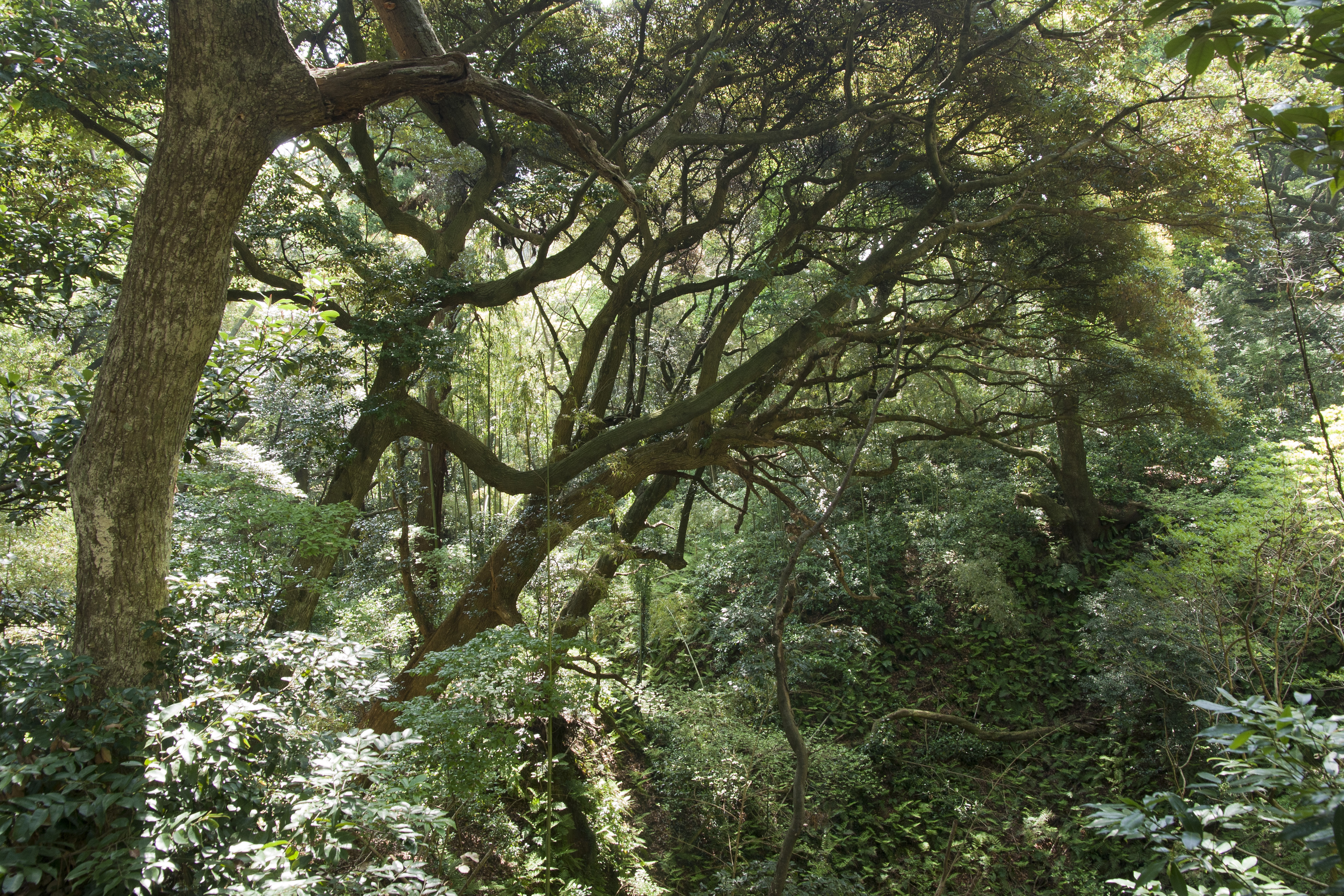
마나즈루반도의 조엽수림

## 같이 보기
- 가나가와현립 마나즈루반도 자연공원
- 하코네 지오파크
- 일본의 지리